# Emil Schartmann
Emil Adalbert Schartmann (* 1809 in Berlin; † 15. Januar 1854 ebenda) war ein deutscher Stilllebenmaler der Düsseldorfer Schule.

## Leben
Schartmann widmete sich 1827 der Porträtmalerei, worin er durch Wilhelm Herbig, einen Bildnismaler und Lehrer an der Preußischen Akademie der Künste, unterrichtet wurde. Von 1833 bis 1834 war er Schüler der Kunstakademie Düsseldorf unter Theodor Hildebrandt. In diese Zeit fällt sein Wechsel ins Fach der Blumen- und Früchtemalerei. Von drei Blumenstücken, die er 1835 in Düsseldorf ausstellte, wurden zwei durch den Kunstverein für die Rheinlande und Westfalen erworben. Nach Ansicht von Rudolf Wiegmann gehörte er in diesem Genre jedoch nicht zu den bedeutendsten Künstlern. Seit 1836 lebte er wieder in seiner Vaterstadt. Zu den Förderern Schartmanns zählte Alexander von Humboldt: Er ließ Schartmanns Bilder ins Berliner Schloss bringen. Nachher erkundigte er sich beim König nach Preisen für Bilder, die ihm bei der Durchsicht gefallen hatten. Noch 1840 lebte Schartmann als „Blumen-Maler“ in Berlin.